# 角骨
角骨（かくこつ、英 : Angular bone）は、両生類と爬虫類（鳥類を含む）の下顎骨にある大きな骨で、歯骨（哺乳類の下顎全体）、板状骨、上角骨、関節骨など、他の全ての下顎骨と繋がっている。の初期段階でいくつかの顎骨が哺乳類の中耳に組み込まれたため、これは哺乳類の鼓室部と相同である。
獣弓類では、下顎は歯骨（哺乳類の下顎骨）と、顎関節付近にある小さな「postdentary」のグループで構成されている。数百万年かけ歯骨が大きくなるにつれ、postdentary 後部の骨のうち関節骨と角骨の2つが次第に縮小し、最終的に歯骨は上顎と直接接触するようになった。これらの postdentary は、関節機能が失われる前でさえ、音の振動を鐙骨に伝えていたと考えられ、一部の獣弓類では、角骨に発達した振動を検知できる膜を支えていた可能性のある屈曲した板があったと思われる。最終的に、これは現代の哺乳類の耳の鼓膜を支える外鼓室骨へと発達した。